# Tir à la corde aux Jeux mondiaux de 2022
Navigation
Wrocław 2017 Chengdu 2025
Les épreuves de tir à la corde des Jeux mondiaux de 2022 ont lieu du 14 au 16 juillet 2022 au stade d'athlétisme de l'université de Birmingham. Trois épreuves en extérieur figurent au programme : 640 kg hommes, 540 kg femmes et 580 kg mixte. Il n’y a pas d'épreuve en salle pour cette édition.

## Organisation
Six équipes masculines et six équipes féminines sont qualifiés pour la compétition :
| Hommes                                                    | Femmes                                                         | Mixte                                                  |
| --------------------------------------------------------- | -------------------------------------------------------------- | ------------------------------------------------------ |
| Allemagne Belgique Grande-Bretagne Italie Pays-Bas Suisse | Allemagne Grande-Bretagne Pays-Bas Suède Suisse Taipei chinois | Allemagne Grande-Bretagne Italie Pays-Bas Suède Suisse |

Bien qu'étant pays hôte, les États-Unis sont absents de la compétition.

## Résultats
Légende :
- En gras, qualifié pour les demi-finales

### Hommes (640kg)

#### Tour préliminaire
|   | Équipe          | J | V | N | A | Pts |
| - | --------------- | - | - | - | - | --- |
| 1 | Suisse          | 5 | 5 | 0 | 1 | 15  |
| 2 | Grande-Bretagne | 5 | 4 | 0 | 1 | 12  |
| 3 | Allemagne       | 5 | 2 | 1 | 1 | 7   |
| 4 | Belgique        | 5 | 1 | 2 | 5 | 5   |
| 5 | Italie          | 5 | 0 | 2 | 7 | 2   |
| 6 | Pays-Bas        | 5 | 0 | 1 | 3 | 1   |

| Grande-Bretagne | 3 | 0 | Pays-Bas  |
| Allemagne       | 0 | 3 | Suisse    |
| Italie          | 1 | 1 | Belgique  |
| Pays-Bas        | 0 | 3 | Suisse    |
| Grande-Bretagne | 3 | 0 | Belgique  |
| Allemagne       | 3 | 0 | Italie    |
| Grande-Bretagne | 0 | 3 | Suisse    |
| Pays-Bas        | 1 | 1 | Italie    |
| Allemagne       | 1 | 1 | Belgique  |
| Suisse          | 3 | 0 | Italie    |
| Grande-Bretagne | 3 | 0 | Allemagne |
| Pays-Bas        | 0 | 3 | Belgique  |
| Grande-Bretagne | 3 | 0 | Italie    |
| Suisse          | 3 | 0 | Belgique  |
| Pays-Bas        | 0 | 3 | Allemagne |

#### Phase finale
|  | Demi-finales    | Demi-finales    |        |   | Finale | Finale |
|  | Demi-finales    | Demi-finales    |        |   | Finale | Finale |
|  |                 |                 |        |   |        |        |
|  |                 |                 |        |   |        |        |
|  |                 |                 |        |   |        |        |
|  | Suisse          | 3               |        |   |        |        |
|  | Suisse          | 3               |        |   |        |        |
|  | Belgique        | 0               |        |   |        |        |
|  | Belgique        | 0               | Suisse | 3 |        |        |
|  |                 |                 | Suisse | 3 |        |        |
|  |                 | Grande-Bretagne | 0      |   |        |        |
|  | Grande-Bretagne | Grande-Bretagne | 0      | 3 |        |        |
|  | Grande-Bretagne |                 |        | 3 |        |        |
|  | Allemagne       | 0               |        |   |        |        |
|  | Allemagne       | 0               |        |   |        |        |

| 3e place | Belgique | 3 | 0 | Allemagne |
| 5e place | Italie   | 3 | 0 | Pays-Bas  |

### Femmes (540kg)

#### Tour préliminaire
|   | Équipe          | J | V | N | A | Pts |
| - | --------------- | - | - | - | - | --- |
| 1 | Taipei chinois  | 5 | 5 | 0 | 0 | 15  |
| 2 | Suède           | 5 | 3 | 1 | 1 | 10  |
| 3 | Grande-Bretagne | 5 | 1 | 3 | 1 | 6   |
| 4 | Suisse          | 5 | 1 | 2 | 2 | 5   |
| 5 | Pays-Bas        | 5 | 1 | 2 | 2 | 5   |
| 6 | Allemagne       | 5 | 0 | 0 | 2 | 0   |

| Grande-Bretagne | 1 | 1 | Pays-Bas       |
| Taipei chinois  | 3 | 0 | Suisse         |
| Suède           | 3 | 0 | Allemagne      |
| Pays-Bas        | 1 | 1 | Suisse         |
| Grande-Bretagne | 3 | 0 | Allemagne      |
| Taipei chinois  | 3 | 0 | Suède          |
| Grande-Bretagne | 1 | 1 | Suisse         |
| Pays-Bas        | 0 | 3 | Suède          |
| Taipei chinois  | 3 | 0 | Allemagne      |
| Suisse          | 0 | 3 | Suède          |
| Grande-Bretagne | 0 | 3 | Taipei chinois |
| Pays-Bas        | 3 | 0 | Allemagne      |
| Grande-Bretagne | 1 | 1 | Suède          |
| Suisse          | 3 | 0 | Allemagne      |
| Pays-Bas        | 0 | 3 | Taipei chinois |

#### Phase finale
|  | Demi-finales    | Demi-finales |                |   | Finale | Finale |
|  | Demi-finales    | Demi-finales |                |   | Finale | Finale |
|  |                 |              |                |   |        |        |
|  |                 |              |                |   |        |        |
|  |                 |              |                |   |        |        |
|  | Taipei chinois  | 3            |                |   |        |        |
|  | Taipei chinois  | 3            |                |   |        |        |
|  | Suisse          | 0            |                |   |        |        |
|  | Suisse          | 0            | Taipei chinois | 3 |        |        |
|  |                 |              | Taipei chinois | 3 |        |        |
|  |                 | Suède        | 0              |   |        |        |
|  | Suède           | Suède        | 0              | 3 |        |        |
|  | Suède           |              |                | 3 |        |        |
|  | Grande-Bretagne | 0            |                |   |        |        |
|  | Grande-Bretagne | 0            |                |   |        |        |

| 3e place | Suisse   | 2 | 1 | Grande-Bretagne |
| 5e place | Pays-Bas | 3 | 0 | Allemagne       |

### Mixte (580kg)

#### Tour préliminaire
|   | Équipe          | J | V | N | A  | Pts |
| - | --------------- | - | - | - | -- | --- |
| 1 | Allemagne       | 5 | 2 | 3 | 4  | 9   |
| 2 | Grande-Bretagne | 5 | 2 | 2 | 11 | 8   |
| 3 | Suisse          | 5 | 1 | 4 | 3  | 7   |
| 4 | Pays-Bas        | 5 | 2 | 1 | 6  | 7   |
| 5 | Suède           | 5 | 0 | 3 | 2  | 3   |
| 6 | Italie          | 5 | 0 | 3 | 7  | 3   |

| Pays-Bas  | 0 | 3 | Allemagne       |
| Suède     | 1 | 1 | Italie          |
| Suisse    | 1 | 1 | Grande-Bretagne |
| Allemagne | 3 | 0 | Italie          |
| Pays-Bas  | 3 | 0 | Grande-Bretagne |
| Suède     | 1 | 1 | Suisse          |
| Pays-Bas  | 1 | 1 | Italie          |
| Allemagne | 1 | 1 | Suisse          |
| Suède     | 0 | 3 | Grande-Bretagne |
| Italie    | 1 | 1 | Suisse          |
| Pays-Bas  | 3 | 0 | Suède           |
| Allemagne | 1 | 1 | Grande-Bretagne |
| Pays-Bas  | 0 | 3 | Suisse          |
| Italie    | 0 | 3 | Grande-Bretagne |
| Allemagne | 1 | 1 | Suède           |

#### Phase finale
|  | Demi-finales    | Demi-finales    |           |   | Finale | Finale |
|  | Demi-finales    | Demi-finales    |           |   | Finale | Finale |
|  |                 |                 |           |   |        |        |
|  |                 |                 |           |   |        |        |
|  |                 |                 |           |   |        |        |
|  | Allemagne       | 3               |           |   |        |        |
|  | Allemagne       | 3               |           |   |        |        |
|  | Pays-Bas        | 0               |           |   |        |        |
|  | Pays-Bas        | 0               | Allemagne | 0 |        |        |
|  |                 |                 | Allemagne | 0 |        |        |
|  |                 | Grande-Bretagne | 3         |   |        |        |
|  | Grande-Bretagne | Grande-Bretagne | 3         | 2 |        |        |
|  | Grande-Bretagne |                 |           | 2 |        |        |
|  | Suisse          | 1               |           |   |        |        |
|  | Suisse          | 1               |           |   |        |        |

| 3e place | Pays-Bas | 3 | 0 | Suisse |
| 5e place | Suède    | 3 | 0 | Italie |

### Classements finaux
| Rang               | Équipe          |
| ------------------ | --------------- |
| Médaille d'or      | Suisse          |
| Médaille d'argent  | Grande-Bretagne |
| Médaille de bronze | Belgique        |
| 4                  | Allemagne       |
| 5                  | Italie          |
| 6                  | Pays-Bas        |

| Rang               | Équipe          |
| ------------------ | --------------- |
| Médaille d'or      | Taipei chinois  |
| Médaille d'argent  | Suède           |
| Médaille de bronze | Suisse          |
| 4                  | Grande-Bretagne |
| 5                  | Pays-Bas        |
| 6                  | Allemagne       |

| Rang               | Équipe          |
| ------------------ | --------------- |
| Médaille d'or      | Grande-Bretagne |
| Médaille d'argent  | Allemagne       |
| Médaille de bronze | Pays-Bas        |
| 4                  | Suisse          |
| 5                  | Suède           |
| 6                  | Italie          |

## Médaillés
| Épreuves        | Or | Argent | Bronze |
| --------------- | --- | --- | --- |
| Hommes (640 kg) | Suisse- Martin Arnold - Thomas Arnold - Walter Bernhard - Robin Burch - Ueli Christen - Samuel Grani - Ruedi Odermatt - Fabian Rolli - Emanuel Zumbuhl - Johannes Zumbuhl          | Grande-Bretagne- Marshall Drew - Daniel Paul Kenny - Will Lee - Ian Murphy - Tony Peck - Andy Rebori - Ian Robinson - Leeboy Robinson - Peter Darren Sellars - Aidan Wheeler | Belgique- Wim Broeckx - Jan Hendrickx - Joeri Janssens - Luc Mertens - Raf Mertens - Wouter Raeymaekers - Johny Schuermans - Wim de Schutter - Ief Smets - Dries Vermeiren - Joris Vermeiren                                          |
| Femmes (540 kg) | Taipei chinois- Gu Tsai-rong - Huang Yu-an - Lai Ting-yu - Li Ju-chun - Lin Meng-zhu - Shih Chih-hsin - Tien Chia-hsin - Tien Chia-jung - Tung Han                                 | Suède- Justin Andersson - Knif Eriksson - Knif Frida Hed - Karin Jacobson - Ellen Lilja - Stor Lindquist Olsson - Magdalena Persson - Sofia Persson - Hanna Maria Westerling | Suisse- Stephanie Arnet - Elena Beier - Petra Kaslin - Michaela Koch - Stefanie Rita Ott - Jasmin Villiger - Melanie Villiger - Sarah Villiger - Brigitte Regula Ziegler - Erika Sara Zumbuhl                                         |
| Mixte (580 kg)  | Grande-Bretagne- Tara Adams - Lucie Gray - Richard John Keightley - Daniel Paul Kenny - Will Lee - Ian Robinson - Leeboy Robinson - Emma Stone - Aidan Wheeler - Charlotte Wiliams | Allemagne- Fabien Elias - Julia Agnes Frieß - Lukas Maier - Lorenz Alexander Mühl - Ramona Susanne Mühl - Nicole Pflüger - Florian Resch - Rainer Vogel - Thomas Wegmann     | Pays-Bas- Robert Bentsink - Ruud Geerdes - Gerben Jansen - Jan Willem Klumpers - Jolanda Klumpers-Floors - Annieta Nieuwland - Nanda Martrude Oude Egberink - Arjan Martijn Oude Nijhuis - Aloysius Maria Ribberink - Trude Zonneveld |

## Tableau des médailles
| Rang  | Nation          | Or | Argent | Bronze | Total |
| ----- | --------------- | -- | ------ | ------ | ----- |
| 1     | Grande-Bretagne | 1  | 1      | 0      | 2     |
| 2     | Suisse          | 1  | 0      | 1      | 2     |
| 3     | Taipei chinois  | 1  | 0      | 0      | 1     |
| 4     | Allemagne       | 0  | 1      | 0      | 1     |
| 4     | Suède           | 0  | 1      | 0      | 1     |
| 5     | Belgique        | 0  | 0      | 1      | 1     |
| 5     | Pays-Bas        | 0  | 0      | 1      | 1     |
| Total | Total           | 3  | 3      | 3      | 9     |